# Gloydius himalayanus
Espèce
Synonymes
- Halys himalayanus Günther, 1864
- Agkistrodon himalayanus (Günther, 1864)

Gloydius himalayanus est une espèce de serpents de la famille des Viperidae. 

## Répartition
Cette espèce se rencontre :
- au Pakistan ;
- en Inde dans les États du Jammu-et-Cachemire, d'Haryana, d'Himachal Pradesh et d'Uttar Pradesh ;
- au Népal.

## Description
C'est un serpent venimeux.

## Publication originale
- Günther, 1864 : The reptiles of British India, p. 1-452 (texte intégral).